# Brian (nombre)
Brian (también, Bryan o Brayan) es un nombre masculino de origen irlandés y bretón, así como un apellido de origen occitano. Es común en el mundo de habla inglesa.significa "el valeroso", "digno de un rey", "rey absoluto", "alto", o "noble" y "leal".

## Famosos con el nombre Brian
- Bryan Adams (Cantante de rock canadiense)
- Brian Austin Green (Actor estadounidense, series Beverly Hills, 90210 entre otras)
- Brian Johnson (cantante inglés, actual vocalista de AC/DC y excantante de Geordie)
- Brian Hyland (cantante estadounidense de música popular)
- Bryan Ramírez (Músico y compositor mexicano, líder y director de La Más Potente Banda CR)
- Brian Dennehy (Actor estadounidense)
- Brian Greene (Físico estadounidense)
- Brian May (Guitarrista inglés, integrante de Queen)
- Brian Kerwin (Actor)
- Brian Littrell (cantante, miembro de los Backstreet Boys)
- Brian McKnight (Cantante y compositor estadounidense)
- Brian Molko (Cantante de Placebo)
- Brian Wilson  (Cantante estadounidense, Beach Boys)
- Brian Adams (Luchador hawaiano)
- Brian Eno (Compositor de música electrónica y experimental de Reino Unido)
- Brian May (Compositor australiano de música de cine)
- Brian De Palma (Director de cine y guionista estadounidense)
- Brian Jones (Músico británico)
- Brian Gerard James (Luchador profesional estadounidense conocido como "The Road Dogg")
- Brian Kendrick (Luchador profesional estadounidense conocido como "The Brian Kendrick")
- Brian Sarmiento (Volante ofensivo de All Boys)
- Brian Fernández (Jugador de Colón de Santa Fe)
- Erick Brian Colón (Cantante, compositor, integrante de la banda CNCO)